# Villa Rosenhof (Dresden)

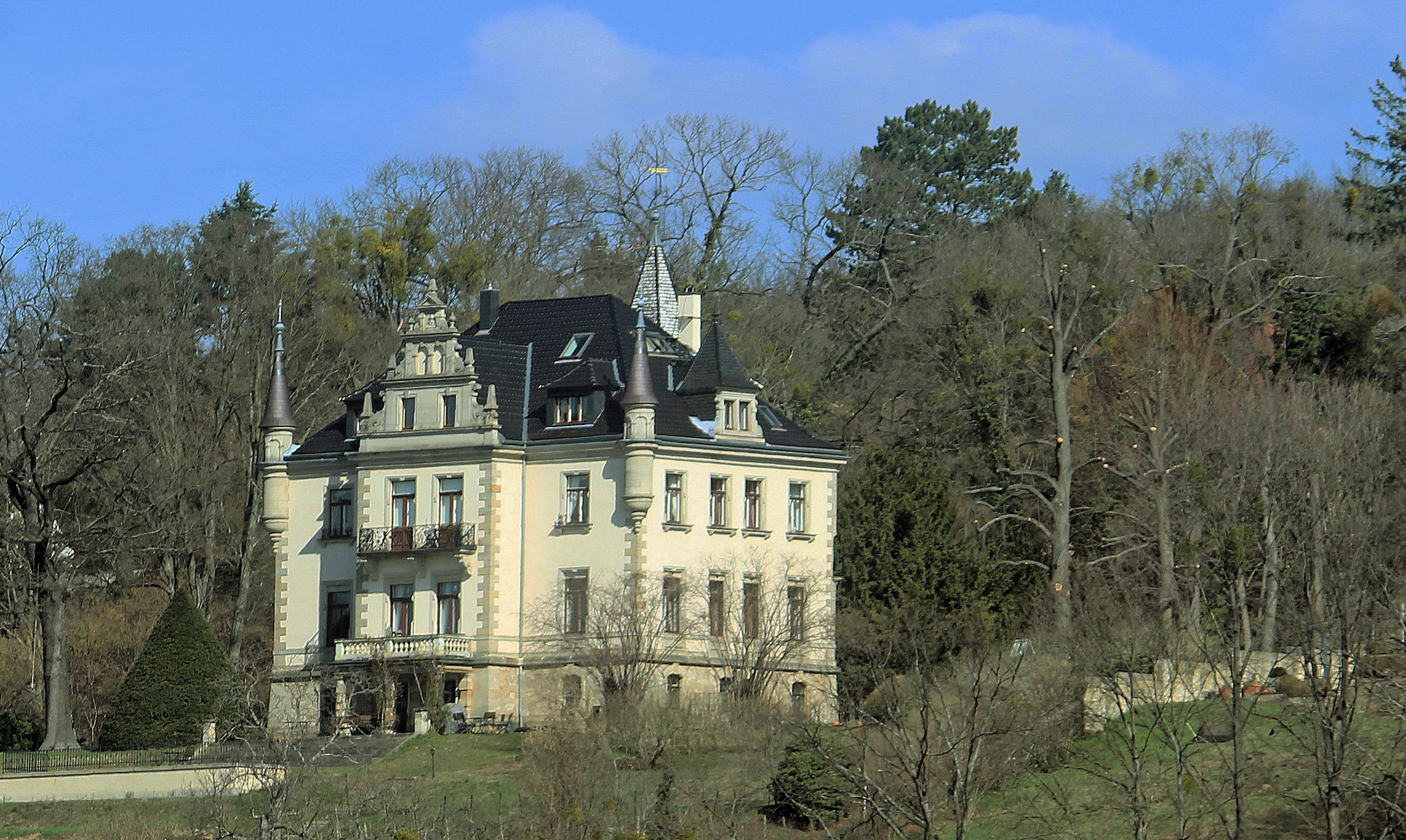
Villa Rosenhof in Dresden-Loschwitz, Schevenstraße 11

Die Villa Rosenhof ist ein repräsentatives Gebäude in Dresden, Schevenstraße 11 im Stadtteil Loschwitz, das unter Denkmalschutz (ID-Nr. 09211159) steht.

## Geschichte

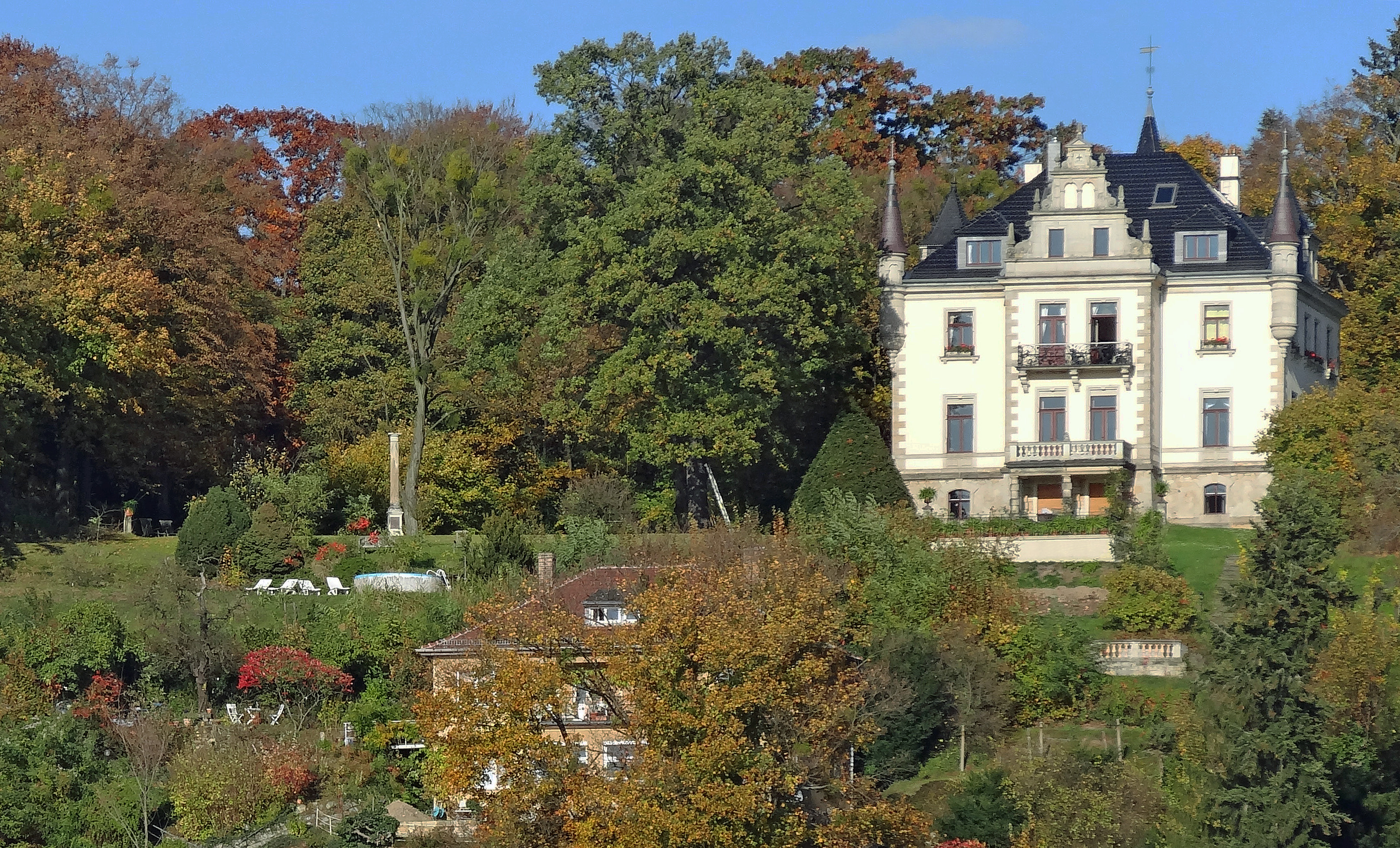
Napoleonsäule links neben der Villa

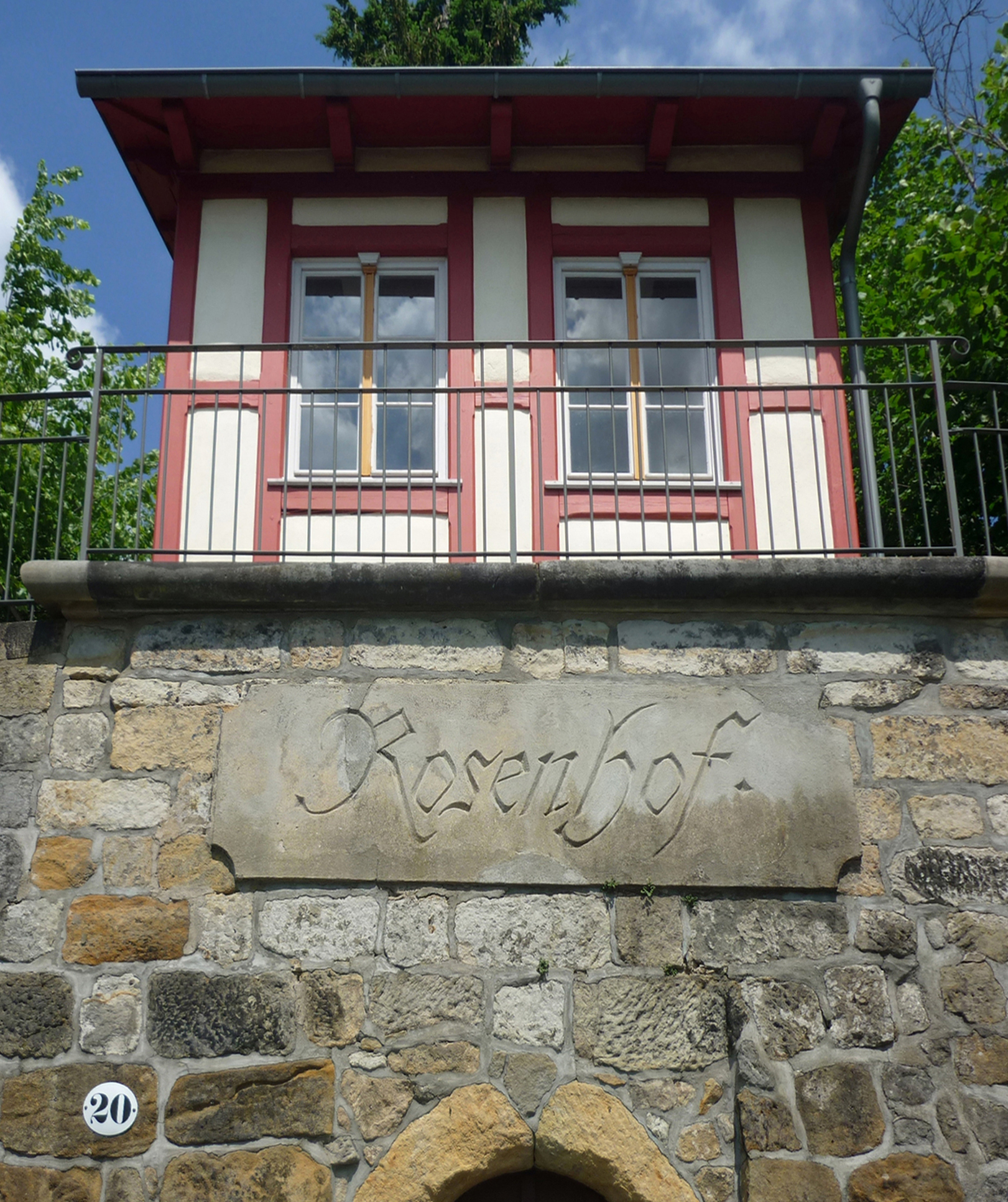
Weinbergshäuschen am Körnerweg 20

Die heutige Villa Rosenhof (urspr. Villa Solitude) steht auf einem alten Weinbergsgrundstück, das sich bis 1627 im Besitz des Rittmeisters von Schönberg befand. Ab 1753 gehörte es der Verleger- und Buchhändlerfamilie Güntz und von 1838 bis 1843 der Erbengemeinschaft der drei Brüder: Justus Friedrich Güntz (1801–1875), Felix Ludwig Güntz (1812–1856) und Emil Christian Güntz (1807–1877). Danach wechselten die Besitzer mehrfach und im Jahr 1848 wurde hier die „Villa Solitude“ errichtet, die als Sommerwohnsitz diente.
Im Jahr 1884 erwarb Rosa Freifrau von Hausen, geb. von Hartmann-Knoch das Grundstück. Anstelle der abgerissenen Villa Solitude errichtete 1885/86 der Architekt  Oskar Kaiser (1838–1914) die jetzige Villa Rosenhof. Besitzer waren Rosa Freifrau von Hausen (1858–1888) und ihr Ehemann, Hauptmann Clemens Freiherr von Hausen (1853–1907).
Nach dem Tod seiner Ehefrau (sie starb bei der Geburt des 2.  Kindes) war ab 1889 Clemens Freiherr von Hausen der alleinige Eigentümer des Anwesens und nach dessen Tod seine zweite Ehefrau Margarethe von Hausen, geb. von Goephardt (1866–1919). Danach ging das Erbe an deren Kinder Marie-Elisabeth Freiin von Hausen (1896–1988) und Nikolaus Freiherr von Hausen (1899–1988).
Marie-Elisabeth heiratete 1926 den Juristen Julius Hoch (1865–1931).
Nach dessen Tod wurden in der Villa die einzelnen Etagen baulich voneinander abgetrennt und als „Etagenwohnungen“ vermietet. Im Jahr 1935 wurde das Anwesen geteilt und an der Schevenstraße und am Körnerweg je drei Grundstücke verkauft. Das restliche Grundstück mit der Villa Rosenhof blieb im Besitz von Marie-Elisabeth Hoch, geb. von Hausen und deren Söhnen Hans-Bernhard Hoch (1928–2020), Kantor in Radebeul-West und Kirchenmusikdirektor in Dresden, und Karl-Ludwig Hoch (1929–2015), Pfarrer an der Auferstehungskirche in Dresden-Plauen.
Im Mai 1946 wurde die Villa von der Roten Armee beschlagnahmt und bis September 1946 für Offizierswohnungen genutzt. Die Eigentümer mussten die Villa verlassen. Später durfte die Familie wieder einziehen. Wegen der fehlenden Gelder zum Unterhalt der Villa, die von acht Familien mit bis zu 31 Personen bewohnt wurde, war Frau Hoch 1976 gezwungen, das Haus an die Stadt Dresden zu übereignen. Im Jahr 1995 erfolgte die Restituierung des Grundstücks an den Enkel der letzten Besitzerin, Hans-Christian Hoch, Sohn von Karl-Ludwig Hoch.

## Bau
Die Villa Rosenhof wurde 1885–1886 nach einem Entwurf des Architekten Oskar Kaiser im Stil der Neorenaissance erbaut. Trotz späterer Umbauten im Innern des Hauses behielt die Villa ihr äußeres Aussehen. Neben der Villa stehen weitere Bauten unter Denkmalschutz: das Brunnenhaus mit einem 1725 gegrabenen, 41 m tiefen Brunnen, die Weinberg-Terrassen, Stützmauern sowie das Weinberghäuschen und die vermutlich ca. 1640 errichtete Pforte als Zugang vom Körnerweg.
Laut Denkmaltext folgt die Architektur Vorbildern der Deutschen Renaissance. Die Elbfront wird durch einen Mittelrisalit mit Volutengiebel, Veranda und Balkon hervorgehoben. Der aufwändige Eingangsbereich liegt an der Rückseite des Gebäudes, dessen Denkmalwert mit baugeschichtlicher, künstlerischer, städtebaulicher und stadtentwicklungsgeschichtlicher Bedeutung begründet wird. Die Villa wurde ab 1997 unter dem Eigentümer Hans-Christian Hoch denkmalgerecht saniert.
Neben dem Haus steht eine ca. 6 Meter hohe Sandsteinstele, die sogenannte Napoleonsäule. Sie wurde an der Stelle errichtet, wo Napoleon am 26. August 1813 bei der Schlacht von Dresden gestanden haben soll, bevor seine Truppen nach Leipzig weiterzogen. Eine Gedenktafel informiert darüber seit dem 26. August 2013.